# Discographie de France Gall
La discographie de la chanteuse France Gall recense quinze albums, une vingtaine de compilations et de clips vidéo. Elle a vendu plus de 20 millions de disques durant sa carrière.

## Albums studio
| Année | Nom de l'album                        | Certifications |
| ----- | ------------------------------------- | -------------- |
| 1964  | N'écoute pas les idoles               |                |
| 1964  | Mes premières vraies vacances         |                |
| 1964  | Sacré Charlemagne                     |                |
| 1965  | Poupée de cire, poupée de son         |                |
| 1966  | Baby pop                              |                |
| 1966  | Les Sucettes                          |                |
| 1968  | 1968                                  |                |
| 1973  | France Gall                           |                |
| 1976  | Cinq minutes d'amour                  |                |
| 1976  | France Gall                           | Or             |
| 1977  | Dancing Disco                         | Platine        |
| 1980  | Paris, France                         | Platine        |
| 1981  | Tout pour la musique                  | Platine        |
| 1984  | Débranche !                           | 2 × Platine    |
| 1987  | Babacar                               | Diamant        |
| 1992  | Double Jeu, en duo avec Michel Berger | 2 × Platine    |
| 1996  | France                                | 2 × Or         |

## Albums live
| Année | Nom de l'album                                 | Certifications |
| ----- | ---------------------------------------------- | -------------- |
| 1978  | France Gall / Live Théâtre des Champs-Élysées  |                |
| 1982  | France Gall / Palais des sports                | Or             |
| 1985  | France Gall au Zénith                          | Or             |
| 1988  | Le Tour de France 88                           | Platine        |
| 1993  | Simple je – Débranchée à Bercy                 | 2 × Or         |
| 1994  | Simple je – Rebranchée à Bercy                 | 2 × Or         |
| 1994  | Simple je – L'Intégrale Bercy                  | 2 × Or         |
| 1997  | Concert public Olympia / Concert acoustique M6 |                |
| 2005  | Pleyel (enregistré en 1994)                    |                |

## Compilations
Vinyles 33 tours 30 cm Philips / Musidisc / EMI/MFP (1964 à 1973) et CD Polydor (PolyGram puis Universal Music) et Warner Music (1990 à 2008)
1. 1990 : Les Années musique — 2 CD, compilation 1974-1988, Warner Music
2. 1992 : Poupée de son — 1 CD, les années Philips 1963-1968, Polydor
3. 1992 : Poupée de son — 4 CD, les années Philips 1963-1968, Polydor
4. 2000 : 1968 — 1 CD, Polydor
5. 2001 : France Gall — 3 CD, long box, intégrale des années Philips 1963-1968, Polydor
6. 2002 : Best of — 2 CD, les années Philips 1963-1968, Polydor
7. 2003 : France Gall — 2 CD, les années Philips 1963-1968, Polydor
8. 2003 : Baby pop — 1 CD, Polydor
9. 2004 : Évidemment — 1 CD, anthologie des années Berger, Warner Music
10. 2004 : Évidemment — 2 CD, anthologie des années Berger, Warner Music
11. 2004 : Évidemment — 3 CD, anthologie des années Berger, Warner Music
12. 2004 : Évidemment — Intégrale, anthologie des années Berger, Warner Music
13. 2005 : Quand on est ensemble — 2 CD, compilation des incontournables chansons de Berger et Gall, Warner Music
14. 2006 : Gold — 2 CD, Polydor
15. 2008 : Viens je t'emmène — Coffret 3 CD, U10
16. 2019 : Evidemment (Réédition du best of avec un CD bonus Les raretés: 12 titres rares figurant dans l'intégrale)
17. 2023 : Anthologie — Coffret 9 CD
18. 2024 : Plus haut — Coffret 3 CD

## Super 45 tours (EP) vinyles et simples SP (vinyles et CD)
Philips / La Compagnie / Atlantic Records / EMI Pathé / Warner Music (1963 à 2004)

### Super 45 tours(EP)
- Octobre 1963 - Ne sois pas si bête, adaptation par Pierre Delanoë de Stand a little closer, œuvre américaine originale de Jack Wolf et Maurice « Bugs » Bower
- 1964 - N'écoute pas les idoles, paroles et musique de Serge Gainsbourg
- 1964 - La Cloche / Jazz à gogo, paroles de Robert Gall et musique d'Alain Goraguer
- 1964 - Laisse tomber les filles, paroles et musique de Serge Gainsbourg
- 1964 - Sacré Charlemagne, paroles de Robert Gall et musique de Georges Liferman
- 1965 - Poupée de cire, poupée de son, paroles et musique de Serge Gainsbourg
- 1965 - Attends ou va-t'en, paroles et musique de Serge Gainsbourg
- 1965 - L'Amérique / Nous ne sommes pas des anges, paroles et musique de Serge Gainsbourg
- 1966 - Baby pop, paroles et musique de Serge Gainsbourg
- 1966 - Les Sucettes, paroles et musique de Serge Gainsbourg
- 1966 - Bonsoir John-John, paroles de Gilles Thibaut et musique de Claude-Henri Vic
- 1967 - La Petite / Néfertiti, paroles et musique de Serge Gainsbourg
- 1967 - Teenie weenie boppie / Bébé requin, paroles de Jean-Michel Rivat et Frank Thomas, musique de Joe Dassin
- 1967 - Chanson indienne / Toi que je veux, paroles de Jean-Michel Rivat et Frank Thomas, musique de Joe Dassin
- 1968 - Dady da da / Le Temps du tempo, paroles de Robert Gall et musique d'Alain Goraguer
- 1969 - Homme tout petit, paroles de Jean-Michel Rivat et Frank Thomas, musique de Jean-Pierre Bourtayre

### 45 tours(2 titres / SP)
- 1966 - Oh ! Quelle famille, paroles de Robert Gall et musique de Georges Liferman
- 1967 - Il neige/Tu n'as pas le droit, paroles de Jean-Max Rivière et musique de Gérard Bourgeois
- 1968 - 24 / 36, paroles de Jean-Michel Rivat et Frank Thomas, musique de Joe Dassin
- 1968 - Mon p'tit soldat / Y'a du soleil à vendre, paroles de Robert Gall et musique d'Hubert Giraud
- 1969 - Les Années folles, adaptation française par Boris Bergman de la chanson britannique Gentlemen Please, paroles et musique originales de Barbara Ruskin
- 1969 - Baci, baci, baci, adaptation d'Eddy Marnay d'après le texte italien de Sergio Bardotti et Claudio Tallino sur une musique de Franco et Giorgio Bracardi (Festival de Sanremo 1969)
- 1970 - Zozoï, paroles de Robert Gall et musique de Nelson Angelo — Rééditions en 2003 et 2008 — Face A d'un 45 tours avec, en face B, l'instrumental Tema de Soninha (Jazzman Records et X)
- 1970 - Les Éléphants, paroles de Jean Schmitt et musique de Jean Géral
- 1971 - Caméléon, caméléon, paroles de Étienne Roda-Gil et musique de Richard Gachner et Dino Rosi
- 1971 - Chasse neige, paroles d'Étienne Roda-Gil et musique de Julien Clerc
- 1971 - C'est cela l'amour, paroles de Jacques Lanzmann et musique de Paul-Jean Borowsky
- 1972 - Frankenstein, paroles et musique de Serge Gainsbourg
- 1972 - Cinq minutes d'amour, paroles de Jean-Michel Rivat et Frank Thomas, musique de Roland Vincent
- 1973 - Plus haut que moi, adaptation par Yves Dessca et Jean-Michel Rivat de Maria vai com as outras de Toquinho et Vinícius de Moraes
- Mai 1974 - La Déclaration d'amour, paroles et musique de Michel Berger
- Octobre 1974 - Mais, aime-la, paroles et musique de Michel Berger
- 1975 - Comment lui dire, paroles et musique de Michel Berger
- Avril 1976 - Ce soir je ne dors pas, paroles et musique de Michel Berger
- Juin 1976 - Ça balance pas mal à Paris, paroles et musique de Michel Berger, en duo avec Michel Berger (extrait du conte musical télévisé Émilie ou la Petite Sirène 76)
- Mai 1977 - Musique, paroles et musique de Michel Berger
- Octobre 1977 - Si, maman si, paroles et musique de Michel Berger
- Janvier 1978 - Le Meilleur de soi-même, paroles et musique de Michel Berger
- Mars 1978 - Viens je t'emmène, paroles et musique de Michel Berger
- Janvier 1979 - Besoin d'amour, paroles de Luc Plamondon et musique de Michel Berger (extrait de l'opéra-rock Starmania)
- Juin 1980 - Il jouait du piano debout, paroles et musique de Michel Berger
- Octobre 1980 - Bébé, comme la vie, paroles et musique de Michel Berger
- Février  1981 - Donner pour donner, paroles de Michel Berger et Bernie Taupin, musique de Michel Berger, en duo avec Elton John
- Décembre 1981 - Tout pour la musique, paroles et musique de Michel Berger
- Décembre 1981 - Résiste, paroles et musique de Michel Berger
- Mai 1982 - Amor también, paroles et musique de Michel Berger
- Avril 1984 - Débranche, paroles et musique de Michel Berger
- Septembre 1984 - Hong-Kong Star, paroles et musique de Michel Berger
- Février 1985 - Calypso, paroles et musique de Michel Berger
- Mai 1985 - Cézanne peint, paroles et musique de Michel Berger
- Avril 1987 - Babacar, paroles et musique de Michel Berger
- Août 1987 - Ella, elle l'a, paroles et musique de Michel Berger
- Mars 1988 - Évidemment, paroles et musique de Michel Berger
- Septembre 1988 - Papillon de nuit, paroles et musique de Michel Berger
- Mars 1989 - La Chanson d'Azima, paroles et musique de Michel Berger
- Mai 1992 - Laissez passer les rêves, paroles et musique de Michel Berger, en duo avec Michel Berger
- Octobre 1992 - Superficiel et léger, paroles et musique de Michel Berger, en duo avec Michel Berger
- Janvier 1993 - Les Élans du cœur, paroles et musique de Michel Berger, en duo avec Michel Berger
- Mai 1993 - Mademoiselle Chang (live)
- Novembre 1993 - Si, maman si (live)
- Décembre 1993 - Il jouait du piano debout (live)
- Février 1994 - La Chanson de la négresse blonde (live)
- Mars 1994 - Le Paradis Blanc (live)
- Novembre 1994 - Les Princes des villes
- Mars 1996 - Plus haut
- juin 1996 - Privée d'amour
- Octobre 1996 - Message personnel
- Février 1997 - Résiste (remix)
- Mai 1997 - Attends ou va-t'en (live)
- Août 2004 - La seule chose qui compte
- Octobre 2024 - La prisonnière (enregistrée en 1974)

## Classements des singles
| Années | Titres                                                     | Classement des ventes | Classement des ventes | Classement des ventes | Classement des ventes | Classement des ventes | Classement des ventes | Classement des ventes | Classement des ventes | Classement des ventes | Classement des ventes | Classement des ventes | Classement des ventes | Ventes et certifications    | Ventes et certifications |
| Années | Titres                                                     | FR ,                  | BEL/Wa ,              | BEL/Fl ,              | NL ,                  | CH ,                  | AUT ,                 | SE ,                  | NO ,                  | DK ,                  | ES ,                  | ALL ,                 | JAP                   | Nombre d'exemplaires vendus | Certifications           |
| ------ | ---------------------------------------------------------- | --------------------- | --------------------- | --------------------- | --------------------- | --------------------- | --------------------- | --------------------- | --------------------- | --------------------- | --------------------- | --------------------- | --------------------- | --------------------------- | ------------------------ |
| 1963   | Ne sois pas si bête                                        | 34                    | 24                    | —                     | —                     | —                     | —                     | —                     | —                     | —                     | —                     | —                     | —                     | - 50 000                    | NC                       |
| 1964   | N'écoute pas les idoles                                    | 10                    | 14                    | —                     | —                     | —                     | —                     | —                     | —                     | —                     | —                     | —                     | —                     | 75 000                      | NC                       |
| 1964   | Laisse tomber les filles                                   | 12                    | 9                     | —                     | —                     | —                     | —                     | —                     | —                     | —                     | —                     | —                     | —                     | 100 000                     | NC                       |
| 1964   | Sacré Charlemagne                                          | 1                     | 4                     | —                     | —                     | —                     | —                     | —                     | —                     | —                     | 20                    | —                     | —                     | 300 000                     | NC                       |
| 1965   | Poupée de cire, poupée de son                              | 1                     | 3                     | 4                     | 6                     | 4                     | 10                    | 6                     | 1                     | 4                     | 1                     | 2                     | 5                     | 250 000 2 000 000           | NC                       |
| 1965   | Attends ou va-t'en                                         | 10                    | 24                    | —                     | —                     | —                     | —                     | —                     | —                     | —                     | —                     | 34                    | —                     | 75 000                      | NC                       |
| 1965   | Nous ne sommes pas des anges                               | 15                    | 32                    | —                     | —                     | —                     | —                     | —                     | —                     | —                     | —                     | —                     | —                     | 75 000                      | NC                       |
| 1966   | Baby pop                                                   | 8                     | 23                    | —                     | —                     | —                     | —                     | —                     | —                     | —                     | —                     | —                     | —                     | 50 000                      | NC                       |
| 1966   | Les Sucettes                                               | —                     | 14                    | —                     | —                     | —                     | —                     | —                     | —                     | —                     | —                     | —                     | —                     | - 50 000                    | NC                       |
| 1966   | Bonsoir John-John                                          | —                     | 15                    | —                     | —                     | —                     | —                     | —                     | —                     | —                     | —                     | —                     | —                     | - 50 000                    | NC                       |
| 1967   | Tu n'as pas le droit                                       | —                     | 41                    | —                     | —                     | —                     | —                     | —                     | —                     | —                     | —                     | —                     | —                     | - 50 000                    | NC                       |
| 1967   | Polichinelle                                               | —                     | 48                    | —                     | —                     | —                     | —                     | —                     | —                     | —                     | —                     | —                     | —                     |                             | NC                       |
| 1967   | Bébé requin                                                | —                     | 15                    | —                     | —                     | —                     | —                     | —                     | —                     | —                     | —                     | —                     | —                     | 50 000                      | NC                       |
| 1967   | Toi que je veux                                            | —                     | 36                    | —                     | —                     | —                     | —                     | —                     | —                     | —                     | —                     | —                     | —                     |                             | NC                       |
| 1968   | Y'a du soleil à vendre                                     | —                     | 48                    | —                     | —                     | —                     | —                     | —                     | —                     | —                     | —                     | —                     | —                     |                             | NC                       |
| 1968   | 24/36                                                      | —                     | 49                    | —                     | —                     | —                     | —                     | —                     | —                     | —                     | —                     | —                     | —                     |                             | NC                       |
| 1969   | L'Orage                                                    | —                     | 3                     | —                     | —                     | —                     | —                     | —                     | —                     | —                     | —                     | —                     | —                     | 50 000                      | NC                       |
| 1970   | Les Éléphants                                              | —                     | 38                    | —                     | —                     | —                     | —                     | —                     | —                     | —                     | —                     | —                     | —                     |                             | NC                       |
| 1972   | 5 minutes d'amour                                          | —                     | 47                    | —                     | —                     | —                     | —                     | —                     | —                     | —                     | —                     | —                     | —                     |                             | NC                       |
| 1974   | La Déclaration d'amour                                     | 25                    | 8                     | —                     | —                     | —                     | —                     | —                     | —                     | —                     | —                     | —                     | —                     | 75 000                      | NC                       |
| 1975   | Mais, aime-la                                              | 20                    | 23                    | —                     | —                     | —                     | —                     | —                     | —                     | —                     | —                     | —                     | —                     | 80 000                      | NC                       |
| 1976   | Comment lui dire                                           | 20                    | 17                    | —                     | —                     | —                     | —                     | —                     | —                     | —                     | —                     | —                     | —                     |                             | NC                       |
| 1976   | Ça balance pas mal à Paris (Michel Berger et France Gall)  | 27                    | 21                    | —                     | —                     | —                     | —                     | —                     | —                     | —                     | —                     | —                     | —                     |                             | NC                       |
| 1977   | Musique                                                    | 6                     | 3                     | —                     | —                     | —                     | —                     | —                     | —                     | —                     | —                     | —                     | —                     | 250 000                     | NC                       |
| 1977   | Si, maman si                                               | 18                    | 16                    | —                     | —                     | —                     | —                     | —                     | —                     | —                     | —                     | —                     | —                     | 100 000                     | NC                       |
| 1978   | Le Meilleur de soi-même                                    | 46                    |                       | —                     | —                     | —                     | —                     | —                     | —                     | —                     | —                     | —                     | —                     |                             | NC                       |
| 1978   | Viens, je t'emmène                                         | 6                     |                       | —                     | —                     | —                     | —                     | —                     | —                     | —                     | —                     | —                     | —                     | 300 000                     | NC                       |
| 1978   | Besoin d'amour                                             | 21                    |                       | —                     | —                     | —                     | —                     | —                     | —                     | —                     | —                     | —                     | —                     | 100 000                     | NC                       |
| 1980   | Il jouait du piano debout                                  | 1                     |                       | —                     | 26                    | —                     | —                     | —                     | —                     | —                     | —                     | —                     | —                     | 800 000                     | Or                       |
| 1980   | Bébé, comme la vie                                         | 30                    |                       | —                     | —                     | —                     | —                     | —                     | —                     | —                     | —                     | —                     | —                     | 80 000                      | NC                       |
| 1981   | Les Aveux / Donner pour donner (Elton John et France Gall) | 6                     |                       | 37                    | 46                    | —                     | —                     | —                     | —                     | —                     | —                     | —                     | —                     | 300 000                     | NC                       |
| 1982   | Tout pour la musique / Résiste                             | 6                     |                       | —                     | —                     | —                     | —                     | —                     | —                     | —                     | —                     | —                     | —                     | 500 000                     | Or                       |
| 1982   | Amor también (Tout le monde chante)                        | 17                    |                       | —                     | —                     | —                     | —                     | —                     | —                     | —                     | —                     | —                     | —                     | 150 000                     | NC                       |
| 1984   | Débranche                                                  | 12                    |                       | —                     | —                     | —                     | —                     | —                     | —                     | —                     | —                     | —                     | —                     | 300 000                     | NC                       |
| 1984   | Hong-Kong Star                                             | 6                     |                       | —                     | —                     | —                     | —                     | —                     | —                     | —                     | —                     | —                     | —                     | 250 000                     | NC                       |
| 1985   | Calypso                                                    | 36                    |                       | —                     | —                     | —                     | —                     | —                     | —                     | —                     | —                     | —                     | —                     | 50 000                      | NC                       |
| 1987   | Ella, elle l'a                                             | 2                     |                       | —                     | 38                    | 5                     | 1                     | 4                     | —                     | 2                     | —                     | 1                     | —                     | 300 000 1 500 000           | Argent                   |
| 1987   | Babacar                                                    | 11                    |                       | —                     | —                     | —                     | —                     | 27                    | —                     | —                     | —                     | 14                    | —                     | 150 000                     | NC                       |
| 1988   | Évidemment                                                 | 6                     |                       | —                     | —                     | —                     | —                     | —                     | —                     | —                     | —                     | —                     | —                     | 250 000                     | NC                       |
| 1988   | Papillon de nuit                                           | 23                    |                       | —                     | —                     | —                     | —                     | —                     | —                     | —                     | —                     | —                     | —                     | 75 000                      | NC                       |
| 1989   | La Chanson d'Azima                                         | 29                    |                       | —                     | —                     | —                     | —                     | —                     | —                     | —                     | —                     | —                     | —                     |                             | NC                       |
| 1992   | Laissez passer les rêves (Berger et Gall)                  | 37                    |                       | —                     | —                     | —                     | —                     | —                     | —                     | —                     | —                     | —                     | —                     |                             | NC                       |
| 1992   | Superficiel et léger (Berger et Gall)                      | 42                    |                       | —                     | —                     | —                     | —                     | —                     | —                     | —                     | —                     | —                     | —                     |                             | NC                       |
| 1993   | Mademoiselle Chang (Live)                                  | 23                    |                       | —                     | —                     | —                     | —                     | —                     | —                     | —                     | —                     | —                     | —                     |                             | NC                       |

Les cases grisées signifient que les classements de ce pays n'existaient pas lors de la sortie du disque ou que ceux-ci sont indisponibles.

## DVD
1. 2005 : Émilie ou la Petite Sirène 76, conte musical télévisé de Michel Berger et Franck Lipsik (émission originale diffusée en 1976), 1 DVD Région 2, 56 min, INA / Éditions LCJ — Réédition en 2007
2. 2006 : Bercy 93 (spectacle enregistré en public, 1993), 1 DVD Région 2, 90 min (Warner Vision France)

## Participations
1. 1964 : Serge Gainsbourg, album Gainsbourg Percussions, titre Pauvre Lola (paroles et musique de Serge Gainsbourg). France est « Le rire de Lola », non créditée (Philips).
2. 1967 : 1er disque de Mireille Darc (super 45 tours), duo sur le titre Ne cherche pas à plaire, paroles de Rolland Valade et musique de Jean-Claude Olivier (Philips).
3. 1974 : Michel Berger, album Chansons pour une fan, voix sur titre Mon fils rira du rock’n’roll (paroles et musique de Michel Berger), elle est « L’amour qui arrive, l’autre partie de lui » (Warner Music)
4. 1978 : Starmania (album studio), opéra-rock de Luc Plamondon et Michel Berger (Warner Music)
5. 1979 : Starmania (le spectacle live), opéra-rock de Luc Plamondon et Michel Berger (Warner Music)
6. 1985 : Les Chanteurs sans frontières enregistrent le disque SOS Éthiopie (paroles de Renaud et musique de Franck Langolff) afin de venir en aide au pays africain victime de la famine. Le profit des ventes sera reversé à l'association Médecins sans frontières.
7. 1985 : album Rock'n'Roll Attitude de Johnny Hallyday, chœurs (avec Michel Berger), sur la chanson Quelque chose de Tennessee
8. 1993 : Les Enfoirés chantent Starmania à La Grande halle de La Villette, solo sur titre Un garçon pas comme les autres (paroles de Luc Plamondon et musique de Michel Berger), avec tous les autres pour Le monde est stone (paroles de Luc Plamondon et musique de Michel Berger) et pour La Chanson des Restos (paroles et musique de Jean-Jacques Goldman).
9. 1994 : Les Enfoirés au Grand Rex, duo avec Francis Cabrel sur Ella, elle l'a (paroles et musique de Michel Berger), avec tous les autres pour La Chanson des Restos.
10. 1994 : Renaud Hantson, album Des plaies et des bosses, chœurs sur les titres Bof génération, paroles et musique de Renaud Hantson, et Quatre saisons, paroles de Renaud Hantson, musique Fabien Kreicher et Éric Fermentel.
11. 2000 : Olympia 2000, album de Johnny Hallyday (nouvelle édition 2019, incluse dans le coffret Hallyday Olympia Story 1961-2000[23]) / Duo sur Quelque chose de Tennessee avec Johnny Hallyday enregistré le 12 août - elle chante une seconde fois ce titre à l'Olympia avec Hallyday le 15 août[24] ; cette prestation est la dernière apparition de France Gall sur scène[25].
12. 2015 : voix additionnelle dans la chanson Un dimanche au bord de l'eau  interprétée par Michel Berger, titre inédit jusqu'à son inclusion dans la comédie musicale Résiste.

## Discographie étrangère

### Allemagne
Compilations
1. 1968 : Vive la France Gall, Deutsche Produktion
2. 1968 : Die großen Erfolge : Deutsche Produktion
3. 1970 : Die großen Erfolge 2, Deutsche Produktion
4. 1972 : Portrait in Musik, Deutsche Produktion
5. 1989 : Ihre Grössen Hits, Teldec
6. 1993 : Ihre Grossen Erfolge, Convoy
7. 1996 : Star Gala, Convoy
8. 1998 : Das Beste auf Deutsch, Telefunken
9. 2000 : Love, L'Amour und Liebe, CBU

Singles
- 1965 - Das war eine schöne Party, version allemande de Poupée de cire, poupée de son [SP]
- 1966 - Wir sind keine Engel, version allemande de Nous ne sommes pas des anges [SP]
- 1967 - Die schönste Musik, die es gibt, Allemagne [SP]
- 1967 - Was will ein Boy ?, Allemagne [SP]
- 1968 - Haifischbaby, version allemande de Bébé requin [SP]
- 1968 - A Banda, adaptation allemande de la chanson brésilienne de Chico Buarque [SP]
- 1968 - Der Computer Nr. 3, Allemagne [SP]
- 1968 - Merci, Herr Marquis, Allemagne [SP]
- 1969 - Die Playboys bei den Eskimos, Allemagne [SP]
- 1969 - Ein bißchen Goethe, ein bißchen Bonaparte, Allemagne [SP]
- 1969 - Ich liebe dich – so wie du bist, Allemagne [SP]
- 1970 - Kilimandscharo
- 1970 - Dann schon eher der Pianoplayer
- 1970 - Mein Herz kann man nicht kaufen
- 1971 - Zwei Verliebte zieh'n durch Europa
- 1971 - Unga Katunga
- 1972 - Für dreißig Centimes
- 1972 - Ein bißchen mogeln in der Liebe
- 1972 - Ich bin zuckersüß
- 1972 - Ich habe einen Freund in München

### Espagne
Singles
- 1969 - La lluvia, version espagnole de L'Orage, Espagne [SP]
- 1969 - Los años locos, version espagnole de Les Années folles, Espagne [SP]

### Italie
Singles
- 1965 - Io si, tu no, version italienne de Poupée de cire, poupée de son [SP]
- 1969 - La Pioggia, Italie [SP]
- 1969 - Il mio amore è una ruota, Italie [SP]
- 1970 - Come Fantomas, Italie
- 1970 - Op! Op! Oplà, Italie
- 1970 - Zozoi, version italienne

### Japon
Singles
- 1965 - 夢見るシャンソン人形•Yume Miru Shanson Ningyō, version japonaise de Poupée de cire, poupée de son [SP]
- 1966 - 夢に見た王子さま•Yume Ni Mita Ojisama version japonaise de Un prince charmant [SP]

## Scopitones et clips vidéo
1. La Cloche (Scopitone Davis-Boyer, 1964)
2. Laisse tomber les filles (Scopitone Davis-Boyer, 1964)
3. Sacré Charlemagne (Scopitone Davis-Boyer, 1964)
4. Baby pop (Scopitone Davis-Boyer, 1966)
5. Nefertiti (1967)
6. La Petite (ORTF, 1967)
7. Teenie Weenie Boppy (ORTF, 1968)
8. Bébé requin (1968)
9. Caméléon, caméléon (1971)
10. Frankenstein (ORTF, 1972)
11. Les petits ballons (ORTF, 1972)
12. Débranche (réalisé par Jeep Novak, 1984)
13. Babacar (réalisé par Michel Berger, 1987)
14. Ella, elle l'a (réalisé par Bernard Schmitt, 1987)
15. Évidemment (réalisé par Michel Berger, 1988)
16. Papillon de nuit (réalisé par Michel Berger, 1988)
17. La Chanson d'Azima (réalisé par Michel Berger, 1989)
18. Laissez passer les rêves, en duo avec Michel Berger (réalisé par Philippe Gautier, 1992)
19. Superficiel et Léger, en duo avec Michel Berger (réalisé par Jean-Marie Périer, 1992)
20. Les Élans du cœur (réalisé par Jean-Marie Périer, 1993)
21. Mademoiselle Chang, avec Renaud Hantson et Marc Lavoine aux chœurs (réalisé par X, 1993)[26]
22. Plus haut (réalisé par Jean-Luc Godard, 1996)
23. Privée d'amour (réalisé par Bernard Schmitt, 1996)
24. Message personnel (réalisé par Bernard Schmitt, 1996)
25. Résiste (réalisé par Philippe Gautier, 1997)
26. La seule chose qui compte (réalisé par Olivier Dahan, 2004)